# Conand

Conand este o comună în departamentul Ain din estul Franței.